# Aeschacher Kurve
| Blick nach Süden in Nähe des nördlichen Abzweigs der Aeschacher Kurve (eingleisig, links) von Strecke nach Lindau-Insel (zweigleisig, rechts) im Jahr 2020 am Bahnübergang Holdereggenstraße |                      |                                       |                                       |
| Streckennummer (DB): | 5421                 |                                       |                                       |
| Kursbuchstrecke (DB): | 970, 751             |                                       |                                       |
| Streckenlänge: | 1,007 km             |                                       |                                       |
| Spurweite: | 1435 mm (Normalspur) |                                       |                                       |
| Streckenklasse: | D4                   |                                       |                                       |
| Stromsystem: | 15 kV 16,7 Hz ~      |                                       |                                       |
| Minimaler Radius: | 220 m                |                                       |                                       |
| Streckengeschwindigkeit: | 60 km/h              |                                       |                                       |
| Zugbeeinflussung: | PZB                  |                                       |                                       |
| |                      |                                       |                                       |
| \| \| \| von Buchloe \| \| \| \| \| von Friedrichshafen \| \| \| \| 0,066 \| Lindau-Aeschach Abzw (ehemals Holben) \| Lindau-Aeschach Abzw (ehemals Holben) \| \| \| \| nach Lindau-Insel \| \| \| \| 0,110 \| Holdereggenstraße \| Holdereggenstraße \| \| \| 0,382 \| Fußweg (bis 2020) \| Fußweg (bis 2020) \| \| \| \| Laubeggengasse \| \| \| \| \| Inselstraße \| \| \| \| \| Oberreitnauer Ach \| \| \| \| \| von Lindau-Insel \| \| \| \| 1,751 \| Lindau-Reutin \| Lindau-Reutin \| \| \| \| nach Bludenz \| \| \| \| \| \| \| \| Quellen: [1] \| \| \| \| |                      |                                       |                                       |
| Strecke |                      | von Buchloe                           | von Buchloe                           |
| Abzweig geradeaus und von rechts |                      | von Friedrichshafen                   | von Friedrichshafen                   |
| Blockstelle | 0,066                | Lindau-Aeschach Abzw (ehemals Holben) | Lindau-Aeschach Abzw (ehemals Holben) |
| Abzweig geradeaus und nach rechts |                      | nach Lindau-Insel                     | nach Lindau-Insel                     |
| Bahnübergang | 0,110                | Holdereggenstraße                     | Holdereggenstraße                     |
| ehemaliger Bahnübergang | 0,382                | Fußweg (bis 2020)                     | Fußweg (bis 2020)                     |
| Bahnübergang |                      | Laubeggengasse                        | Laubeggengasse                        |
| Brücke |                      | Inselstraße                           | Inselstraße                           |
| Brücke über Wasserlauf |                      | Oberreitnauer Ach                     | Oberreitnauer Ach                     |
| Abzweig geradeaus und von rechts |                      | von Lindau-Insel                      | von Lindau-Insel                      |
| Bahnhof | 1,751                | Lindau-Reutin                         | Lindau-Reutin                         |
| Strecke |                      | nach Bludenz                          | nach Bludenz                          |
| |                      |                                       |                                       |
| Quellen: |                      |                                       |                                       |

Die Aeschacher Kurve, auch Holdereggenkurve genannt, ist eine etwa 1 km lange eingleisige und elektrifizierte Hauptbahn auf dem Stadtgebiet von Lindau in Bayern, welche die Bahnstrecke Buchloe–Lindau mit der Bahnstrecke Lindau–Bludenz auf dem Festland von Lindau  unter Umgehung des Kopfbahnhofs Lindau-Insel verbindet. Zusammen mit deren Streckenteilen, die im Bahnhof Lindau-Insel enden bzw. beginnen, bildet sie ein Gleisdreieck. Die Strecke ermöglicht insbesondere direkte Zugläufe ohne Fahrtrichtungswechsel in der Verbindung zwischen München und Zürich.

## Geschichte

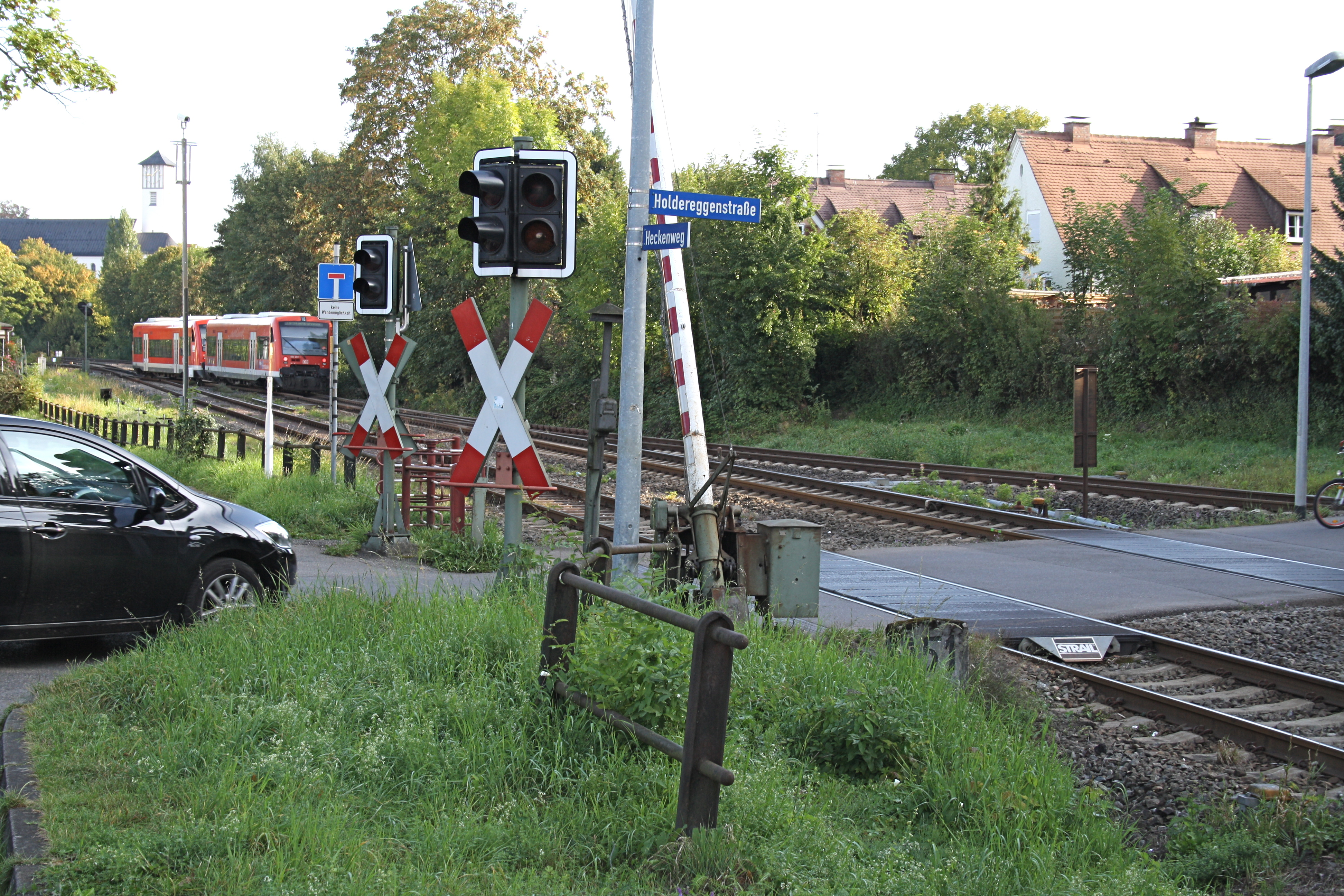
Blick nach Norden auf nördlichen Abzweig der Aeschacher Kurve (eingleisig, hinten) von Strecke nach Lindau-Insel (zweigleisig, vorn) im Jahr 2009 am Bahnübergang Holdereggenstraße

Die Strecke wurde 1878 von den Königlich Bayerischen Staatseisenbahnen eröffnet. Sie verband die damalige ältere Ludwig-Süd-Nord-Bahn (deren südlicher Teil ist heute die Bahnstrecke Buchloe–Lindau) mit der 1872 eröffneten Bahnstrecke Lindau–Bludenz zwischen Lindau-Aeschach, ehemals Holben, und dem Bahnhof Lindau-Reutin. Die Aeschacher Kurve wird heute von der Deutschen Bahn betrieben. 
Bis 2020 wurde die Aeschacher Kurve elektrifiziert. Im Rahmen dieser Arbeiten wurden an der nördlichen Abzweigstelle eine neue Weiche eingebaut, die Streckenhöchstgeschwindigkeit von 50 km/h auf 60 km/h erhöht und an der Strecke Lärmschutzwände errichtet. Außerdem wurde der Bahnübergang Holdereggenstraße bis März 2020 verbreitert und mit neuer Sicherungstechnik ausgestattet. Zum Fahrplanwechsel im Dezember 2020 wurde mit der EuroCity-Express-Linie Zürich–München ein regelmäßiger Personenverkehr über die Strecke aufgenommen. Der Bahnübergang Laubeggengasse soll bis 2026 beseitigt werden.